# Iglesia de las Trinitarias (Lima)
La iglesia y monasterio de las Trinitarias es un conjunto arquitectónico de carácter religioso y de origen colonial en el sector de Barrios Altos, en la ciudad de Lima, capital del Perú. Es de estilos barroco y neoclásico. Está situada en los jirones Ancash y Paruro, y fue construida en 1722.

## Historia
Antes de la iglesia, el terreno fue ocupado por el Beaterio de las Trinitarias, que se volvió un convento. La iglesia se originó como parte de ese monasterio y se concluyó en 1722. Existen indicios de que Bernardo de Gurmendi financió la construcción del templo.
Los Domingos de Ramos parte desde esta iglesia una procesión con diversas imágenes religiosas que el templo alberga.

## Arquitectura y arte religioso
De estilos barroco y neoclásico, la iglesia tiene una planta en forma de cruz latina, sin capillas hornacinas y con crucero. Su techo los conforman una bóveda de cañón y una cúpula sobre el crucero. El imafronte está compuesto por la portada de pies y dos torres campanarios, que son altas, esbeltas y simétricas.
En las pechinas de la cúpula hay pinturas de los cuatro evangelistas. El templo cuenta a su vez con obras como la Coronación de la Virgen, el San José, la Virgen del Carmen, el Jesús Nazareno Cautivo y el Señor de la Caña, una efigie del siglo XVII.

## Galería

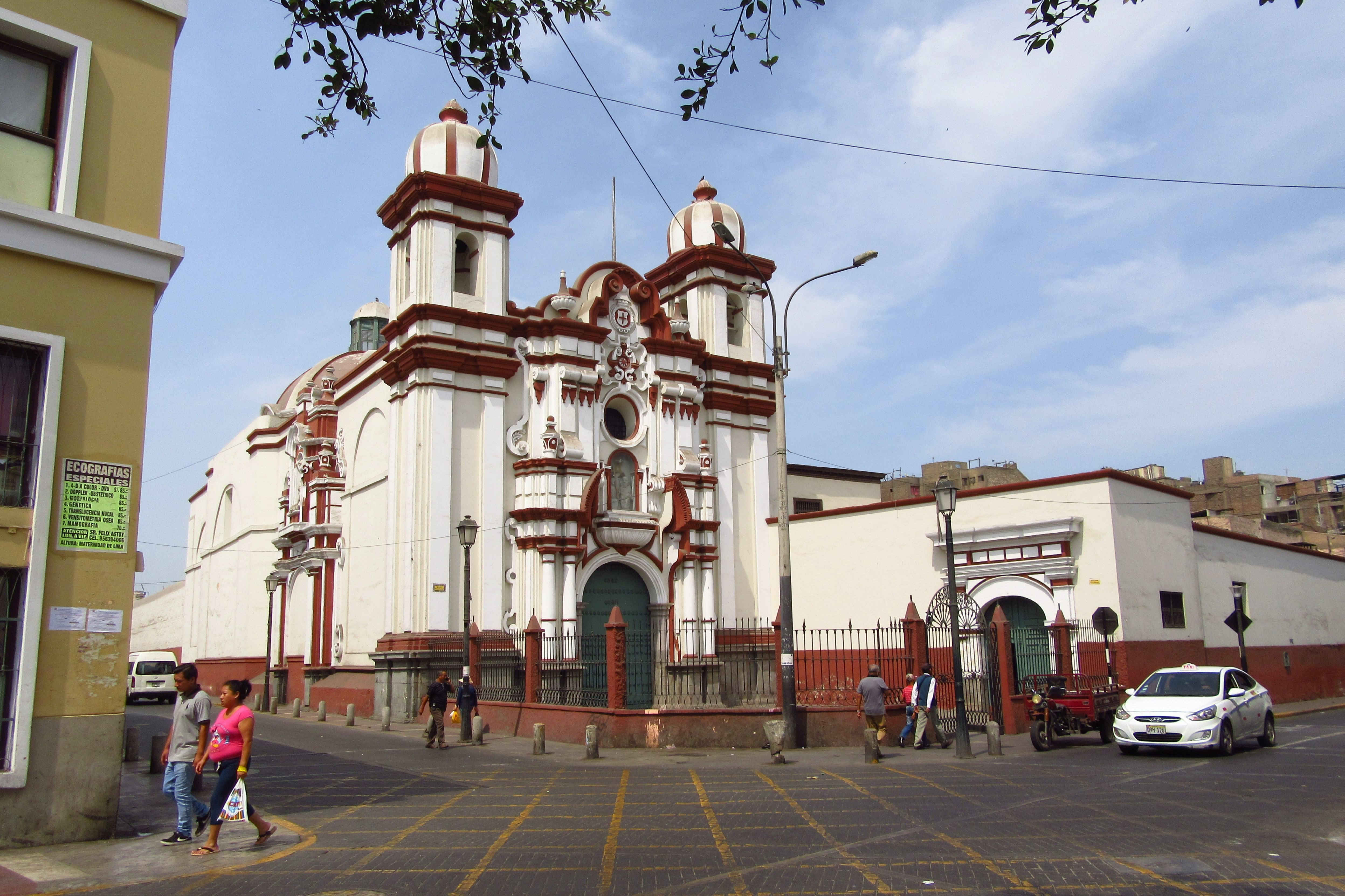
El templo en 2017